# Bacteria (geslacht)
Bacteria is een geslacht van Phasmatodea uit de familie Diapheromeridae. De wetenschappelijke naam van dit geslacht is voor het eerst geldig gepubliceerd in 1825 door Latreille, Peletier de Saint Fargeau, Serville & Guérin-Méneville.

## Soorten
Het geslacht Bacteria omvat de volgende soorten:
- Bacteria abnormis (Brunner von Wattenwyl, 1907)
- Bacteria aborigena Giglio-Tos, 1910
- Bacteria acuminatocercata (Brunner von Wattenwyl, 1907)
- Bacteria aetolus Westwood, 1859
- Bacteria amazonica (Brunner von Wattenwyl, 1907)
- Bacteria ambigua (Brunner von Wattenwyl, 1907)
- Bacteria annulicornis Philippi, 1863
- Bacteria baculus (Olivier, 1792)
- Bacteria bahiensis (Piza, 1938)
- Bacteria bicolor (Brunner von Wattenwyl, 1907)
- Bacteria bigranulosa (Brunner von Wattenwyl, 1907)
- Bacteria brasiliensis (Brunner von Wattenwyl, 1907)
- Bacteria brevitarsata (Brunner von Wattenwyl, 1907)
- Bacteria capitata (Brunner von Wattenwyl, 1907)
- Bacteria chacoensis Piza, 1939
- Bacteria chaperi Redtenbacher, 1908
- Bacteria chiriquensis (Brunner von Wattenwyl, 1907)
- Bacteria crassipes Chopard, 1911
- Bacteria cubaensis (Haan, 1842)
- Bacteria culmus Bates, 1865
- Bacteria dentatocercata (Brunner von Wattenwyl, 1907)
- Bacteria diademata (Brunner von Wattenwyl, 1907)
- Bacteria divertens (Brunner von Wattenwyl, 1907)
- Bacteria donskoffi (Langlois & Lelong, 1998)
- Bacteria dreyfusi (Brunner von Wattenwyl, 1907)
- Bacteria ecuadorica (Brunner von Wattenwyl, 1907)
- Bacteria fasciata (Brunner von Wattenwyl, 1907)
- Bacteria ferula (Fabricius, 1793)
- Bacteria foliolata Redtenbacher, 1908
- Bacteria frustrans Redtenbacher, 1908
- Bacteria gracilis Burmeister, 1838
- Bacteria grossetuberculata (Brunner von Wattenwyl, 1907)
- Bacteria hastata Burmeister, 1838
- Bacteria horni Redtenbacher, 1908
- Bacteria iconnicoffi (Caudell, 1918)
- Bacteria incolumis (Brunner von Wattenwyl, 1907)
- Bacteria indifferens (Brunner von Wattenwyl, 1907)
- Bacteria irregulariterspinosa (Brunner von Wattenwyl, 1907)
- Bacteria krugiana (Brunner von Wattenwyl, 1907)
- Bacteria laesa Redtenbacher, 1908
- Bacteria laticauda Bates, 1865
- Bacteria ligata (Brunner von Wattenwyl, 1907)
- Bacteria lobulata (Brunner von Wattenwyl, 1907)
- Bacteria longipes (Piza, 1938)
- Bacteria lugens (Brunner von Wattenwyl, 1907)
- Bacteria maroniensis Chopard, 1911
- Bacteria montana Redtenbacher, 1908
- Bacteria nigrolineata (Brunner von Wattenwyl, 1907)
- Bacteria nova Redtenbacher, 1908
- Bacteria obtusa Redtenbacher, 1908
- Bacteria ornata (Brunner von Wattenwyl, 1907)
- Bacteria pallidenotata Redtenbacher, 1908
- Bacteria pan Redtenbacher, 1908
- Bacteria paramodesta Otte & Brock, 2005
- Bacteria parasanguinolenta (Brunner von Wattenwyl, 1907)
- Bacteria pastazae (Hebard, 1924)
- Bacteria peruana Redtenbacher, 1908
- Bacteria ploiaria (Westwood, 1859)
- Bacteria quadrilobata Chopard, 1911
- Bacteria quadrispinosa Redtenbacher, 1908
- Bacteria reclusa (Brunner von Wattenwyl, 1907)
- Bacteria sakai Bates, 1865
- Bacteria sanguinolenta (Brunner von Wattenwyl, 1907)
- Bacteria serricauda Bates, 1865
- Bacteria simplex Redtenbacher, 1908
- Bacteria straminea (Rehn, 1920)
- Bacteria tenella Redtenbacher, 1908
- Bacteria tubulata Redtenbacher, 1908
- Bacteria virgulata Redtenbacher, 1908
- Bacteria yersiniana Saussure, 1868